# Hubbrücke Magdeburg
 Hubbrücke Magdeburg ali Magdeburški dvižni most  je enotirni železniški most, ki prečka Labo v kilometru 325,47 v Magdeburgu. Je eden najstarejših in največjih dvižnih mostov v Nemčiji in je zaščiten tehnični spomenik.

## Zgodovina
Železniško podjetje Berlin-Potsdam-Magdeburg je v letih 1846/47 zgradilo železniško progo Potsdam-Magdeburg. Toda dvigalo nad Labo ni bilo dokončano, tako da so vlaki končali v prvih letih na postaji Magdeburg-Friedrichstradt (kasneje Brückfeld). Železniški promet na mostu je stekal šele od 19. avgusta 1848. 220 m dolg most, znan tudi kot Buckauer Eisenbahnbrücke, se razteza 200 metrov južno od Domfelsensa (geološke formacije) pod kotom 62 ° na tok reke.
Sprva je imel objekt devet predalčnih železnih odprtin, vsaka približno 25 m dolga, z železno nadgradnjo prekrito z osnovnim voziščem. Nad tretjim opornikom je bil nameščen vrtljivi most za ladijski promet. Ker je most postal vedno večja ovira za naraščajočo plovbo po Labi, se je struktura v naslednjih desetletjih močno spremenila.
Po zagonu glavne postaje v Magdeburgu leta 1873 je bil promet proti Berlinu premaknjen čez leta 1875 odprt železniški most Herrenkrug, ki je bil štiri kilometre dolvodno. V okviru železniške proge Biederitz-Magdeburg-Buckau je stara železniška proga preko dvižnega mostu služila le kot tovorna železnica in obvoznica glavne postaje Magdeburg. Prva rekonstrukcija mostu je potekala leta 1876. Prvi zahodni rečni opornik je bil odstranjen in na levi strani vrtljivega mostu  nameščena nova nadgradnja z dvojnim razponom. Leta 1884 je bila desno od vrtljivega mostu postavljena dvojna nadgradnja in rušenje drugega opornika. Leta 1895 je vrtljivi most zamenjal dvižni most, ki ga je bilo mogoče dvigniti 1,7 m. V sklopu hidravličnega sistema je služil vodni stolp Hubbrücke Magdeburg, ki stoji zahodno od mostu. Leta 1912 so zamenjali tri vzhodne razpone iz leta 1847, leta 1914 pa zahodne iz leta 1876. Tako je bila zgradba pred zadnjo večjo rekonstrukcijo sestavljena iz petih opornikov in je obsegala na zahodni strani 49 m premostitev, dvižni most s 33 m razpona, drugo premostitev z 49 m razponom in vzhodno tri premostitve, vsaka po 23 m.
Ker se je odpiranje ladij pod starim dvižnim mostom izkazalo za nezadostno, je od 1. julija 1933 prišlo do preoblikovanja v sedanjo obliko, ki je bila končana 1. maja 1934. Stroški gradnje so znašali 450.000 Reichsmark. Starega dvižnega mostu in sosednje vzhodne premostitve so odstranili in porušili opornike. Nova 90 m dolga premostitev, ki so jo lahko dvignili za 2,87 m, je bila nameščena. To je omogočilo odprtino za odpremo v širini 86 m. Most je bil štirikrat na dan dvignjen in spuščen le ob plimi, ko je imel pravico do prehoda ladijski prevoz.
16. aprila 1945 so objekt razstrelili nemški vojaki, leta 1946 so jo obnovili. Po tem, ko ni bil obnovljen Sternbrücke po rušenju leta 1945, je bil dvižni most poleg železniškega prometa najjužnejši most v Magdeburgu, ki je bil zelo pomemben kot dostop pešcev do Rotehornparka in je ena od znamenitosti v Magdeburgu.
Zaradi okvarjene dvižne naprave je bil objekt zaprt junija 2001 v dvignjenem stanju. Prekinitev linije že tudi 28. februarja 1998. Leta 2002 so bile nameščene začasne stopnice, ki so pešcem omogočile uporabo mostu. Po ponovni vzpostavitvi in odprtju sosednjega zSternbrücke maja 2005 so stopnice odstranili in objekt zaprli. V letu 2009 je investitor skupaj s 45.000 m² zemljišča pridobil status tehničnega spomenika. 
S podporo prebivalstva, zbiranjem denarja za lesene deske, so bile te podarjene s posameznimi gravurami. 31. avgusta 2013 je bilo mogoče ponovno vzpostaviti most za pešce.  Med poplavo v Srednji Evropi leta v juniju 2013 so bile poplavljene tirnice in talna obloga na nepremičnem delu mostu.

## Konstrukcija
Jeklena nosilna konstrukcija dvižnega mostu ima na obeh straneh na razdalji 5,2 m glavne nosilce, ki so zasnovani kot polovični parabolični nosilci z ukrivljeno zgornjo prirobnico. V središču mostu je konstrukcijska višina okoli 12,0 m z razponom 90 m. Višina dvižnih portalov, ki so razporejeni na rečnih opornikih in tako stojijo pod kotom 62 ° do nadgradnje, znaša 14,3 m in široka 2,1 m. Nadgradnja mostov, vključno z nadgradnjo in pokrovom, ima skupno maso 450 t, kar je le polovično izravnano s protiutežjo za zmanjšanje obremenitve opornika. Štiri betonske protiuteži so obešene na dve zglobni stojali, vretena se dvignejo in spustijo nadgradnjo mostu z električnim pogonom v petih minutah, možno je tudi ročno premikanje.
S svetlo višino 2,26 m v spuščenem in 5,05 m v dvignjenem stanju na najvišjem nivoju plovnosti, je most za današnje zahteve prenizek. 